# Richard Zsigmondy
Richard Adolf Zsigmondy (Viena, Imperio austríaco, 1 de abril de 1865-Gotinga, Alemania, 23 de septiembre de 1929) fue un químico austríaco-alemán de ascendencia húngara, galardonado con el Premio Nobel de Química del año 1925 por su trabajo sobre los coloides.

## Semblanza
Zsigmondy nació de Irma von Szakmary y Adolf Zsigmondy Sr., que había sido un científico y había inventado instrumentos quirúrgicos en el campo de la odontología. 
Su hermano Karl Zsigmondy fue un matemático destacado, y es conocido por probar el Teorema de Zsigmondy. 
Creció con su madre tras la temprana muerte de su padre en 1880 y recibió una extensa educación mientras a la vez disfrutaba de aficiones como la escalada y el montañismo con sus hermanos. En el instituto desarrolló un interés en la ciencias naturales, especialmente en química y física y comenzó a realizar experimentos en su propio laboratorio en casa.
Su carrera académica comenzó en la facultad de medicina de la Universidad de Viena, pero pronto se cambió a la Universidad Técnica de Viena y más tarde a la Universidad de Múnich para estudiar química. En Múnich su profesor fue von Miller, y fue donde comenzó su carrera científica en investigación. Volvió a Austria en 1893 para trabajar como un asistente del profesor en Graz. Durante su trabajo en Graz completó su trabajo de investigación más destacado, el trabajo en la química de los coloides (un tipo de vidrio coloreado).
Su carrera científica continuó en Gotinga, Alemania como profesor de química, donde permaneció el resto de su carrera profesional. En 1925 Zsigmondy recibió el Premio Nobel de Química por su trabajo sobre los coloides durante su tiempo en Graz.
Murió solo unos pocos años después de su jubilación en 1929 en Gotinga.

## Obra
- Zur Erkenntnis der Kolloide, 1905
- Über Kolloid-Chemie mit besonderer Berücksichtigung der anorganischen Kolloide, 1907
- Kolloidchemie, 1912
- Über die technische Gasanalyse, 1920 (con G. Jander)
- Über das kolloide Gold, 1925 (con A. Thiessen)

## Eponimia
- El cráter lunar Zsigmondy lleva este nombre en su memoria.[3]